# Omarcevo, Șumen
Omarcevo (în bulgară Омарчево) este un sat în comuna Kaolinovo, regiunea Șumen,  Bulgaria. 

## Demografie
Componența etnică a satului Omarcevo
     Bulgari (89,65%)
     Nicio identificare (0%)
     Altele (10,34%)
La recensământul din 2011, populația satului Omarcevo era de 29 locuitori. Din punct de vedere etnic, majoritatea locuitorilor (89,65%) erau bulgari. Pentru 0,0% din locuitori nu este cunoscută apartenența etnică.